# Gergina Skerłatowa
Gergina Skerłatowa, bułg. Гeргинa Скерлатова (ur. 25 marca 1954) – bułgarska koszykarka, reprezentantka kraju, brązowa medalistka olimpijska (1976), brązowa medalistka mistrzostw Europy (1976). 
Uczestniczyła w turnieju eliminacyjnym do igrzysk olimpijskich w Montrealu, podczas którego zdobyła dla swojej drużyny 21 punktów. W turnieju olimpijskim w Montrealu zdobyła brązowy medal olimpijski. Rozegrała cztery spotkania – przeciwko Stanom Zjednoczonym (przegrana 79:95), ZSRR (przegrana 68:91), Japonii (wygrana 66:63) i Kanadzie (wygrana 85:62). W trakcie turnieju zdobyła 18 punktów.
Dwukrotnie wzięła udział w mistrzostwach Europy – w 1976 roku zdobyła brązowy medal, a w 1981 roku zajęła piąte miejsce.